# Linda Jezek
Linda Jezek (n. 10 martie 1960, Palo Alto, California, SUA) este o înotătoare ce a reprezentat Statele Unite ale Americii, medaliată olimpică. A participat la o ediție a Jocurilor Olimpice (1976) în care a câștigat o medalie de argint.

## Participări
Lista de mai jos prezintă principalele competiții la care a participat Linda Jezek de-a lungul carierei.
- swimming at the 1976 Summer Olympics – women's 4 × 100 metre medley relay[*]